# Изпозагубеният свят
„Изпозагубеният свят“ (на английски: Land of the Lost) е американска научнофантастична приключенска комедия от 2009 г. на режисьора Брад Силбърлинг, по сценарий на Крис Хенчи и Денис Макникълъс, във филма участват Уил Феръл, Дани Макбрайд и Ана Фрийл и е свободно базиран на едноименния сериал от 1970-те години, създаден от Сид и Марти Кроф. Филмът е пуснат на 5 юни 2009 г. от Universal Pictures.